# Wimbledon 1887
Wielkoszlemowy turniej tenisowy Wimbledon w 1887 rozegrano w dniach 2 – 7 lipca, na kortach londyńskiego All England Lawn Tennis and Croquet Club.

## Turnieje seniorskie

### Gra pojedyncza mężczyzn
Herbert Lawford -  Ernest Renshaw, 1–6, 6–3, 3–6, 6–4, 6–4

### Gra pojedyncza kobiet
Lottie Dod -  Blanche Bingley, 6–2, 6–0

### Gra podwójna mężczyzn
Herbert Wilberforce /  Patrick Bowes-Lyon -  James Herbert Crispe /  E. Barratt-Smith, 6–3, 6–3, 6–2